# Aeropuerto de Labo
El Aeropuerto de Labo (en tagalo: Paliparan ng Labo; en cebuano: Tugpahanan sa Labo) (IATA: OZC, ICAO: RPMO) también conocido como Aeropuerto de la ciudad de Ozamiz o bien Aeropuerto Benigno S. Aquino, Jr.; es un aeropuerto que sirve el área general de la ciudad de Ozamiz en Filipinas. Es el único aeropuerto en la provincia de Misamis Occidental. El aeropuerto está clasificado como un aeropuerto comunitario por la Autoridad de Aviación Civil de Filipinas, un organismo del Departamento de Transportes y Comunicaciones que se encarga de las operaciones, no sólo de este aeropuerto, sino también de todos los demás aeropuertos de Filipinas, excepto los principales aeropuertos internacionales.
El aeropuerto debe su nombre a su ubicación, el barangay de Labo en Ozamiz.
El Aeropuerto de Ozamiz - Labo también sirve a las ciudades de Oroquieta y Tangub , algunos municipios de Zamboanga del Sur, Lanao del Norte y algunas partes de Lanao del Sur.